# Tiểu bang và vùng lãnh thổ Úc

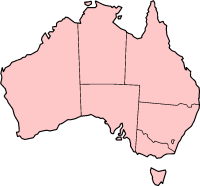
Các tiểu bang của Úc

Các tiểu bang và vùng lãnh thổ của Úc bao gồm:
- Tiểu bang
  - Queensland
  - Victoria
  - New South Wales
  - Nam Úc (South Australia)
  - Tây Úc (Western Australia)
  - Tasmania
- Lãnh thổ nội địa
  - Lãnh thổ Bắc (Northern Territory)
  - Lãnh thổ Thủ đô Úc (Lãnh thổ Thủ đô Úc)
  - Lãnh thổ vịnh Jervis (Jervis Bay Territory)
- Lãnh thổ hải ngoại
  - Quần đảo Ashmore và Cartier
  - Đảo Norfolk
  - Đảo Christmas
  - Quần đảo Cocos (Keeling)
  - Quần đảo Coral Sea
  - Đảo Heard và quần đảo McDonald
  - Lãnh thổ châu Nam Cực thuộc Úc

## Lịch sử
Các tiểu bang có nguồn gốc là các thuộc địa riêng biệt của Anh trước khi Liên bang hóa vào năm 1901. Thuộc địa New South Wales được thành lập vào năm 1788 và ban đầu bao gồm phần lớn Đại lục Úc, cũng như đảo Lord Howe, New Zealand, Đảo Norfolk và vùng đất Van Diemen, ngoài khu vực hiện nay là tiểu bang New South Wales. Trong thế kỷ 19, các khu vực rộng lớn đã được tách ra liên tiếp để tạo thành Thuộc địa Tasmania (ban đầu được thành lập như một thuộc địa riêng biệt với tên vùng đất Van Diemen vào năm 1825), Thuộc địa của Tây Úc (ban đầu thành lập với tên gọi Thuộc địa sông Swan năm 1829), các tỉnh Nam Úc (1836), thuộc địa New Zealand (1840),  thuộc địa Victoria (1851) và thuộc địa Queensland (1859). Sáu thuộc địa New South Wales, Victoria, Queensland, Nam Úc, Tây Úc và Tasmania trở thành các bang thành lập Khối thịnh vượng chung Úc mới.
Quyền hạn lập pháp của các bang được bảo vệ bởi hiến pháp Úc, điều 107 và theo đạo luật liên bang, luật pháp Liên bang chỉ áp dụng cho các bang được hiến pháp cho phép. Cũng theo góc độ hiến pháp, các lãnh thổ được quản lý trực tiếp từ Chính phủ Liên bang; luật về lãnh thổ được xác định bởi Quốc hội Úc.
Hầu hết các lãnh thổ được quản lý trực tiếp bởi Chính phủ Liên bang, trong khi hai lãnh thổ: Bắc Úc và Lãnh thổ thủ đô Úc (ACT) có mức độ tự trị mặc dù ít hơn so với các bang. Trong các lãnh thổ tự trị, Quốc hội Úc vẫn giữ toàn bộ quyền lập pháp và có thể ghi đè lên các luật do các thể chế lãnh thổ đưa ra trong những dịp hiếm hoi. Đối với các mục đích của các cơ quan liên chính phủ Úc (và Úc-New Zealand), Lãnh thổ Bắc Úc và Lãnh thổ thủ đô Úc có thể xem ngang với các bang.
Đứng đầu mỗi tiểu bang là một thống đốc, được chỉ định bởi Nữ hoàng, theo quy ước, bà làm theo lời khuyên của Thủ tướng bang. Đứng đầu Lãnh thổ phía Bắc là quản lý viên, được bổ nhiệm bởi Toàn quyền. Lãnh thổ Thủ đô Úc không có Thống đốc hay Quản lý viên, nhưng Toàn quyền thực thi một số quyền lực mà tại các khu vực tài phán khác được Thống đốc của một tiểu bang hoặc Quản lý viên của một lãnh thổ thực hiện, chẳng hạn như quyền giải tán Hội đồng Lập pháp.
Lãnh thổ vịnh Jervis là lãnh thổ nội lục duy nhất không tự quản. Cho đến năm 1989, nó được quản lý như thể nó là một phần của ACT, mặc dù nó luôn là một lãnh thổ riêng biệt. Theo các điều khoản của Đạo luật chấp thuận lãnh thổ vịnh Janner năm 1915, [15] luật của ACT áp dụng đối với Lãnh thổ vịnh Jervis khi chúng được áp dụng và giúp chúng không trái với Pháp lệnh. Mặc dù cư dân của Lãnh thổ Vịnh Janner thường phải tuân theo luật do Hội đồng Lập pháp ACT đưa ra, nhưng họ không được đại diện trong Hội đồng. Họ được đại diện trong Quốc hội Úc là một phần của phân khu Fraser trong ACT và bởi hai Thượng nghị sĩ của ACT. Ở các khía cạnh khác, lãnh thổ được quản lý trực tiếp bởi Chính phủ Liên bang.
Lãnh thổ bên ngoài của Đảo Norfolk sở hữu một mức độ tự trị từ năm 1979 đến năm 2015.
Mỗi tiểu bang có một quốc hội lưỡng viện trừ Queensland, đã bãi bỏ thượng viện vào năm 1922. Hạ viện được gọi là Nghị viện Lập pháp, ngoại trừ ở Nam Úc và Tasmania, nơi được gọi là Hạ viện. Tasmania là tiểu bang duy nhất sử dụng đại diện theo tỷ lệ cho các cuộc bầu cử vào hạ viện; tất cả những người khác bầu các thành viên từ các khu vực bầu cử thành viên duy nhất, sử dụng bỏ phiếu ưu đãi. Thượng viện được gọi là Hội đồng Lập pháp và thường được bầu từ các khu vực bầu cử nhiều thành viên bằng cách sử dụng đại diện theo tỷ lệ. Ba lãnh thổ tự trị là ACT, Lãnh thổ phía Bắc và Đảo Norfolk, mỗi quốc gia đều có Hội đồng lập pháp đơn phương.
Người đứng đầu chính phủ của mỗi bang được gọi là thủ tướng, được bổ nhiệm bởi Thống đốc bang. Trong trường hợp bình thường, Thống đốc sẽ chỉ định làm thủ tướng bất cứ ai lãnh đạo đảng hoặc liên minh thực hiện quyền kiểm soát hạ viện (trong trường hợp Queensland, ngôi nhà duy nhất) của Quốc hội bang. Tuy nhiên, trong thời kỳ khủng hoảng hiến pháp, Thống đốc có thể chỉ định người khác làm Thủ tướng. Người đứng đầu chính phủ của các lãnh thổ nội bộ tự quản được gọi là bộ trưởng. Bộ trưởng lãnh thổ phía Bắc, trong những trường hợp bình thường, bất cứ ai kiểm soát Hội đồng lập pháp, đều được bổ nhiệm bởi quản trị viên.
Thuật ngữ "liên bang" được sử dụng trong nước Úc để chỉ một số sự kiện, giao dịch, đăng ký, du lịch, v.v. xảy ra xuyên biên giới hoặc bên ngoài tiểu bang hoặc lãnh thổ cụ thể của người sử dụng thuật ngữ này. Ví dụ về việc sử dụng bao gồm đăng ký xe cơ giới, du lịch, ứng dụng cho các tổ chức giáo dục ngoài tiểu bang của một người.

## Phân chia hành chính
| Tây Úc Lãnh thổ Bắc Úc Nam Úc Queensland New South Wales Lãnh thổ Thủ đô Úc Victoria Tasmania Ấn Độ Dương Biển Timor Vịnh Carpentaria Biển Arafura Vịnh Úc Vĩ Đại Biển Tasman Eo biển Bass Biển San Hô Thái Bình Dương Nam Băng Dương Rạn san hô Great Barrier |

| Cờ                       | Tên tiểu bang/lãnh thổ         | Viết tắt | ISO 3166-2:AU | Mã bưu chính | Loại               | Thủ phủ (hay khu dân cư lớn nhất) | Dân số    | Diện tích (km²) |
| ------------------------ | ------------------------------ | -------- | ------------- | ------------ | ------------------ | --------------------------------- | --------- | --------------- |
|                          | Quần đảo Ashmore và Cartier    |          |               |              | Lãnh thổ hải ngoại | (West Islet)                      | 0         | 199             |
| Úc                       | Lãnh thổ châu Nam Cực thuộc Úc |          |               |              | Lãnh thổ hải ngoại | (Mawson Station)                  | 1.000     | 5.896.500       |
| Lãnh thổ Thủ đô Úc       | Lãnh thổ Thủ đô Úc             | ACT      | AU-ACT        | ACT          | Lãnh thổ nội địa   | Canberra                          | 358.894   | 2.358           |
| Đảo Giáng Sinh           | Đảo Christmas                  |          | CX            |              | Lãnh thổ hải ngoại | Flying Fish Cove                  | 1.493     | 135             |
| Quần đảo Cocos (Keeling) | Quần đảo Cocos (Keeling)       |          | CC            |              | Lãnh thổ hải ngoại | West Island (đảo Tây)             | 628       | 14              |
|                          | Quần đảo Biển San hô           |          |               |              | Lãnh thổ hải ngoại | (Đảo Willis)                      | 4         | 10              |
|                          | Đảo Heard và quần đảo McDonald |          | HM            |              | Lãnh thổ hải ngoại | (Atlas Cove)                      | 0         | 372             |
|                          | Lãnh thổ vịnh Jervis           |          |               | JBT          | Lãnh thổ nội địa   | (Jervis Bay Village)              | 611       | 70              |
| New South Wales          | New South Wales                | NSW      | AU-NSW        | NSW          | Tiểu bang          | Sydney                            | 7.238.819 | 800.642         |
| Đảo Norfolk              | Đảo Norfolk                    |          | NI            |              | Lãnh thổ hải ngoại | Kingston                          | 2.114     | 35              |
| Lãnh thổ Bắc Úc          | Lãnh thổ Bắc Úc                | NT       | AU-NT         | NT           | Lãnh thổ nội địa   | Darwin                            | 229.675   | 1.349.129       |
| Queensland               | Queensland                     | Qld      | AU-QLD        | QLD          | Tiểu bang          | Brisbane                          | 4.516.361 | 1.730.648       |
| Nam Úc                   | Nam Úc                         | SA       | AU-SA         | SA           | Tiểu bang          | Adelaide                          | 1.644.642 | 983.482         |
| Tasmania                 | Tasmania                       | Tas      | AU-TAS        | TAS          | Tiểu bang          | Hobart                            | 507.626   | 68.401          |
| Victoria (Úc)            | Victoria                       | Vic      | AU-VIC        | VIC          | Tiểu bang          | Melbourne                         | 5.547.527 | 227.416         |
| Tây Úc                   | Tây Úc                         | WA       | AU-WA         | WA           | Tiểu bang          | Perth                             | 2.296.411 | 2.529.875       |